# Erythrodes boettcheri
Erythrodes boettcheri är en orkidéart som beskrevs av Oakes Ames. Erythrodes boettcheri ingår i släktet Erythrodes och familjen orkidéer. Inga underarter finns listade i Catalogue of Life.